# Cheilotrichia coangustata
Cheilotrichia coangustata är en tvåvingeart som först beskrevs av Alexander 1944.  Cheilotrichia coangustata ingår i släktet Cheilotrichia och familjen småharkrankar.
Artens utbredningsområde är Ecuador. Inga underarter finns listade i Catalogue of Life.